# Leichtathletik-Weltmeisterschaften 1987/3000 m der Frauen

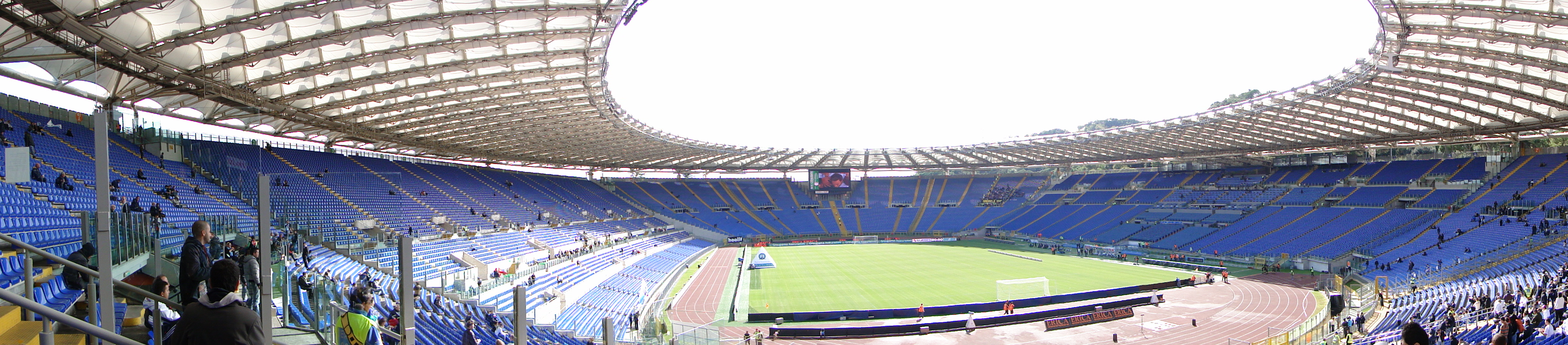
Das Olympiastadion in Rom

Der 3000-Meter-Lauf der Frauen bei den Leichtathletik-Weltmeisterschaften 1987 wurde am 29. August und 1. September 1987 im Olympiastadion der italienischen Hauptstadt Rom ausgetragen.
Weltmeisterin wurde die Vizeeuropameisterin von 1986 über 1500 Meter Tetjana Samolenko aus der Sowjetunion, die sich fünf Tage darauf auch den WM-Titel über 1500 Meter gesichert hatte. Silber ging an die rumänische Olympiasiegerin von 1984 und zweifache Vizeeuropameisterin (1982/1986) Maricica Puică, die 1984 auch Olympiabronze über 1500 Meter gewonnen hatte. Rang drei belegte die Olympiadritte von 1976 über 1500 Meter und EM-Dritte von 1986 über 10.000 Meter Ulrike Bruns aus der DDR.

## Bestehende Rekorde
| Weltrekord               | 8:22,62 min | Tatjana Kasankina | Leningrad, Sowjetunion        | 26. August 1984 |
| Weltmeisterschaftsrekord | 8:34,62 min | Mary Decker       | WM 1983 in Helsinki, Finnland | 10. August 1983 |

Der bestehende WM-Rekord wurde bei diesen Weltmeisterschaften nicht eingestellt und nicht verbessert.

## Vorrunde
29. August 1987
Die Vorrunde wurde in zwei Läufen durchgeführt. Die ersten fünf Athletinnen pro Lauf – hellblau unterlegt – sowie die darüber hinaus fünf zeitschnellsten Läuferinnen – hellgrün unterlegt – qualifizierten sich für das Viertelfinale.

### Vorlauf 1

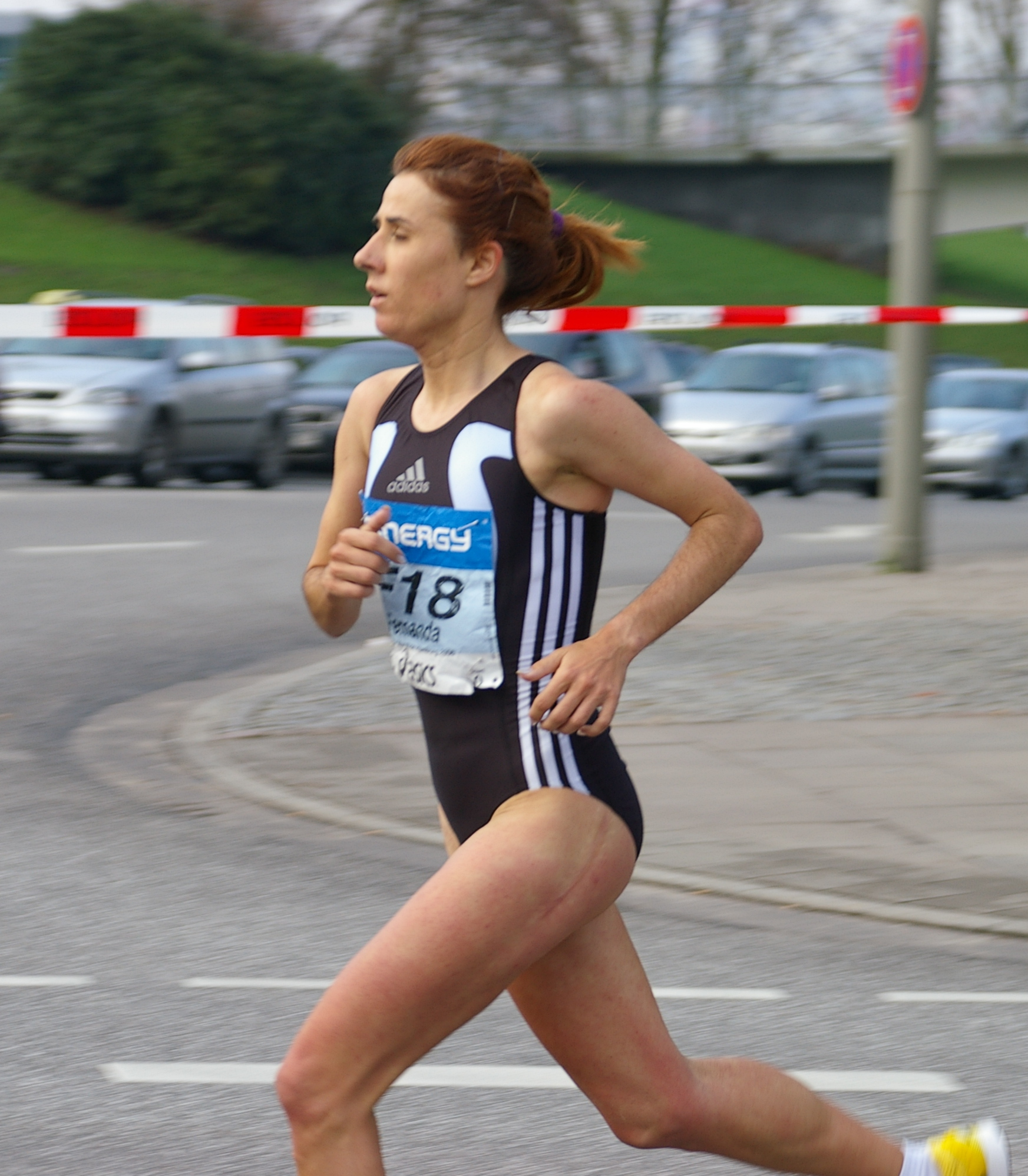
Fernanda Ribeiro, später vielfache Medaillengewinnerin bei Welt- und Europameisterschaften sowie Olympischen Spielen, erreichte hier als Elfte ihres Vorlaufs nicht das Finale

| Platz | Name               | Nation         | Zeit (min) |
| ----- | ------------------ | -------------- | ---------- |
| 1     | Debbie Bowker      | Kanada         | 8:46,88    |
| 2     | Ulrike Bruns       | DDR            | 8:47,15    |
| 3     | Cornelia Bürki     | Schweiz        | 8:47,95    |
| 4     | Olga Bondarenko    | Sowjetunion    | 8:48,11    |
| 5     | Yvonne Murray      | Großbritannien | 8:48,44    |
| 6     | Vera Michallek     | BR Deutschland | 8:49,61    |
| 7     | Mary Knisely       | USA            | 8:49,61    |
| 8     | Annette Sergent    | Frankreich     | 8:52,45    |
| 9     | Cindy Bremser      | USA            | 8:54,17    |
| 10    | Jacqueline Perkins | Australien     | 8:57,24    |
| 11    | Fernanda Ribeiro   | Portugal       | 9:01,15    |
| 12    | Dorina Calenic     | Rumänien       | 9:01,83    |
| 13    | Satu Levelä        | Finnland       | 9:16,28    |
| 14    | Mónica Regonessi   | Chile          | 9:26.11    |
| 15    | Raj Kumari Pandey  | Nepal          | 10:44,15   |

### Vorlauf 2

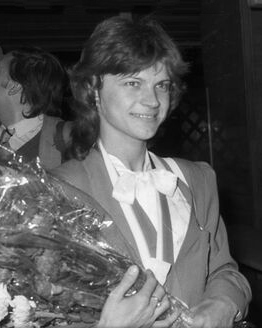
Wie schon über 1500 Meter scheiterte Paula Ivan, die kommende Olympiazweite und kommende 1500-Meter-Olympiasiegerin, in der Vorrunde

| Platz | Name               | Nation              | Zeit (min) |
| ----- | ------------------ | ------------------- | ---------- |
| 1     | Wendy Sly          | Großbritannien      | 8:44,79    |
| 2     | Jelena Romanowa    | Sowjetunion         | 8:45,00    |
| 3     | Tetjana Samolenko  | Sowjetunion         | 8:45,20    |
| 4     | Elly van Hulst     | Niederlande         | 8:45,20    |
| 5     | Maricica Puică     | Rumänien            | 8:45,55    |
| 6     | Marie-Pierre Duros | Frankreich          | 8:46,81    |
| 7     | Lynn Williams      | Kanada              | 8:47,43    |
| 8     | Christine Benning  | Großbritannien      | 8:48,63    |
| 9     | Wang Xiuting       | Volksrepublik China | 8:50,68    |
| 10    | Paula Ivan         | Rumänien            | 8:51,20    |
| 11    | Leslie Seymour     | USA                 | 8:51,34    |
| 12    | Radka Naplatanowa  | Bulgarien           | 8:51,98    |
| 13    | Agnese Possamai    | Italien             | 8:57,85    |
| 14    | Andri Avraam       | Zypern              | 9:09,34    |
| DNF   | Martine Fays       | Frankreich          |            |
| DNS   | Fanny Gidiyoni     | Malawi              |            |

## Finale

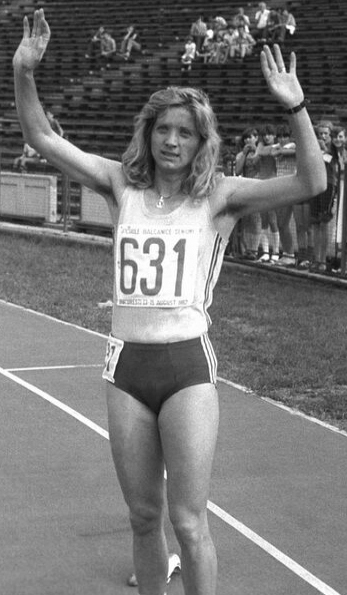
Vizeweltmeisterin Maricica Puică – 1984 Olympiasiegerin, zweifache Vizeeuropameisterin (1982/1986) und 1984 auch Olympiadritte über 1500 Meter

1. September 1987
| Platz | Name               | Nation         | Zeit (min) |
| ----- | ------------------ | -------------- | ---------- |
| 1     | Tetjana Samolenko  | Sowjetunion    | 8:38,73    |
| 2     | Maricica Puică     | Rumänien       | 8:39,45    |
| 3     | Ulrike Bruns       | DDR            | 8:40,30    |
| 4     | Cornelia Bürki     | Schweiz        | 8:40,31    |
| 5     | Jelena Romanowa    | Sowjetunion    | 8:41,33    |
| 6     | Elly van Hulst     | Niederlande    | 8:42,56    |
| 7     | Yvonne Murray      | Großbritannien | 8:43,94    |
| 8     | Wendy Sly          | Großbritannien | 8:45,85    |
| 9     | Lynn Williams      | Kanada         | 8:49,91    |
| 10    | Mary Knisely       | USA            | 8:50,99    |
| 11    | Vera Michallek     | BR Deutschland | 8:55,16    |
| 12    | Christine Benning  | Großbritannien | 8:57,92    |
| 13    | Debbie Bowker      | Kanada         | 8:58,63    |
| 14    | Marie-Pierre Duros | Frankreich     | 9:14,61    |
| DNF   | Olga Bondarenko    | Sowjetunion    |            |

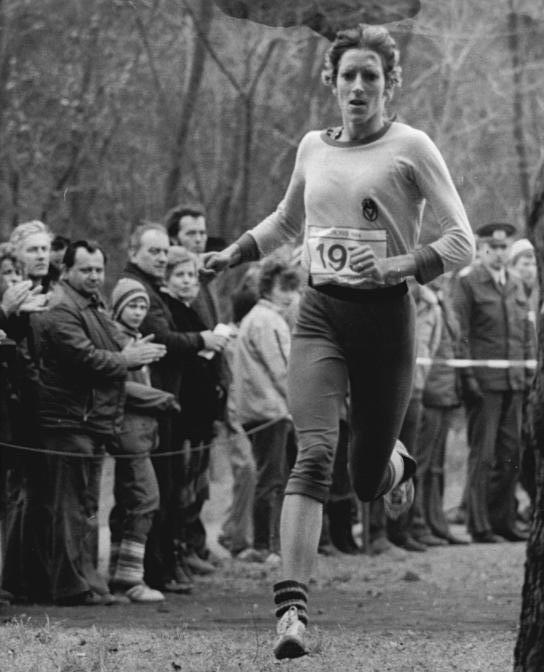
Bronzemedaillengewinnerin Ulrike Bruns – 1976 Olympiadritte über 1500 Meter und 1986 EM-Dritte über 10.000 Meter
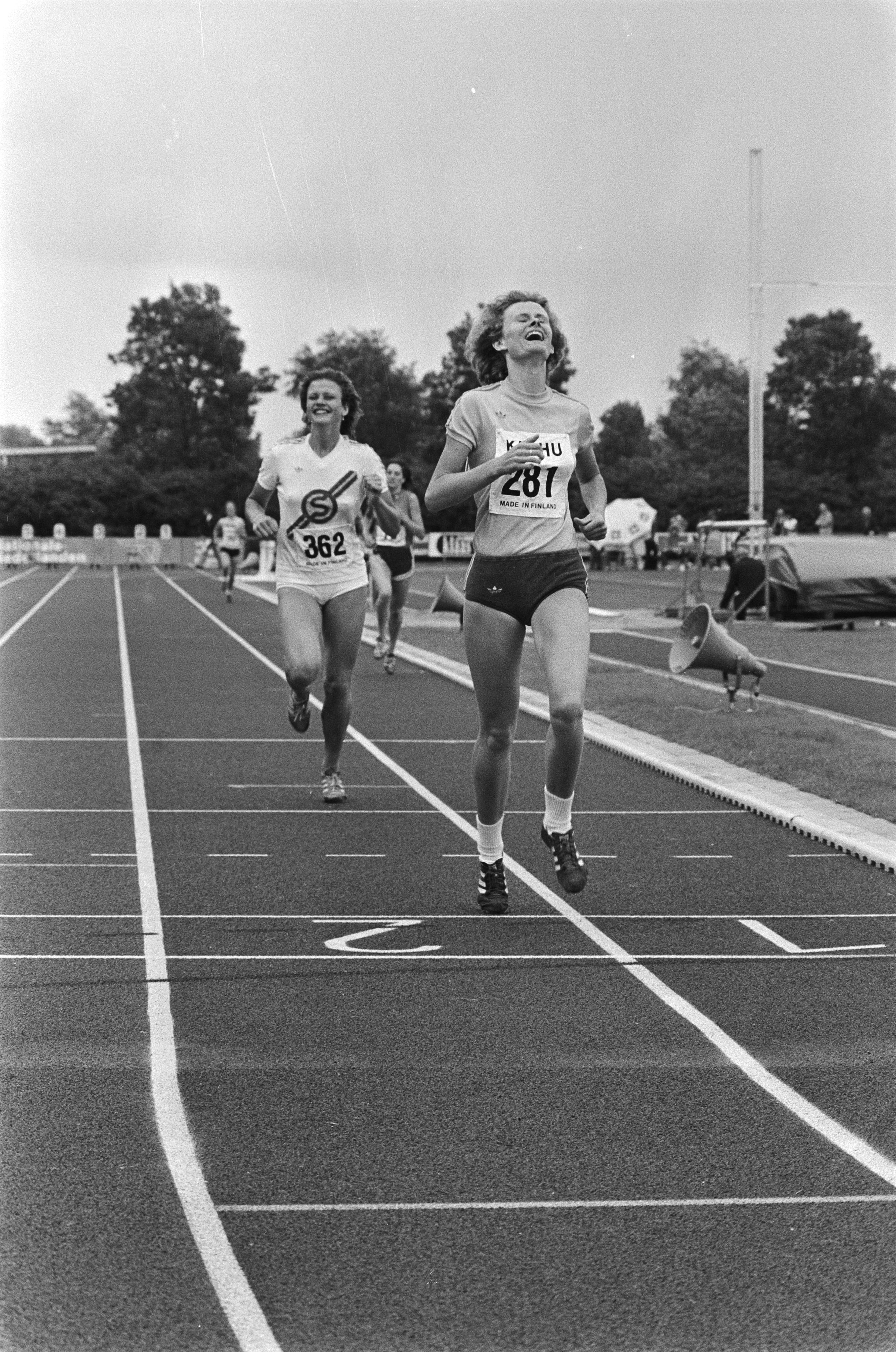
Elly van Hulst (Nr. 281), Achte über 1500 Meter, belegte Rang sechs

## Video
- 1987 World Rome 3000m Women Final part auf youtube.com, abgerufen am 2. April 2020